# Water for Elephants
Water for Elephants is een Amerikaanse romantische dramafilm en historische film uit 2011 van Francis Lawrence, met in de hoofdrollen onder meer Robert Pattinson, Reese Witherspoon en Christoph Waltz. De film is gebaseerd op het gelijknamige boek van Sara Gruen uit 2006.
Water for Elephants won de People's Choice Award voor favoriete dramafilm en de Satellite Award voor beste kostuums.

## Verhaal
Aan het begin van de film vertelt de bejaarde Jacob (Hal Holbrook) aan een circuseigenaar dat hij zelf vroeger ook bij een circus heeft gewerkt. De rest van de film is grotendeels een flashback waarin hij zijn verhaalt vertelt.
Ten tijde van de Grote Depressie is de jonge Jacob (Robert Pattinson) een student diergeneeskunde aan de Cornell-universiteit. Vlak voor zijn laatste examen hoort hij dat zijn beide ouders verongelukt zijn, met achterlating van enorme schulden. Hij breekt zijn studie meteen af en komt toevallig terecht bij het circus "Benzini Brothers", dat geleid wordt door August (Christoph Waltz), die hem aanneemt als dierenarts.
Nadat Jacob, tot grote woede van de wrede August, een ziek paard heeft laten inslapen, weet August ter vervanging de olifant Rosie aan te schaffen. Jacob helpt met het trainen van Rosie en wordt daarbij verliefd op Augusts vrouw Marlena (Reese Witherspoon).

## Rolverdeling
| Acteur            | Personage             | Opmerkingen                        |
| ----------------- | --------------------- | ---------------------------------- |
| Robert Pattinson  | Jacob Jankowski       | als jongeman                       |
| Christoph Waltz   | August Rosenbluth     | eigenaar circus "Benzini Brothers" |
| Reese Witherspoon | Marlena Rosenbluth    | Augusts vrouw                      |
| Hal Holbrook      | Jacob Jankowski       | als oude man                       |
| James Frain       | verzorger van olifant |                                    |
| Paul Schneider    | Charlie O'Brien       |                                    |
| Ken Foree         | Earl                  |                                    |
| Jim Norton        | Camel                 |                                    |
| Richard Brake     | Grady                 |                                    |

## Productie
De Aziatische olifant Rosie wordt gespeeld door Tai, een in 1968 geboren vrouwtje dat ook al te zien was in onder meer de films Operation Dumbo Drop (1995) en Larger than Life (1996).

## Ontvangst
De film kreeg gemengde tot goede commentaren van filmcritici.